# London Chess Classic 2012
El London Chess Classic 2012 va ser un torneig d'escacs que va tenir lloc a Londres entre el 1 i el 10 de desembre de 2012.
El format de la quarta edició pràcticament va ser semblant a l'edició anterior del 2013. El guanyador va ser Magnus Carlsen, número u del món en el ranking, la performance de la qual va ser segur la més alta de tots els temps.

## Participants
Els participants de la quarta edició foren:
- Viswanathan Anand, campió del món
- Magnus Carlsen, número u del món de la llista d'elo
- Levon Aronian, número dos del món
- Vladímir Kràmnik, excampió del món (2000–2007) i número tres del món
- Hikaru Nakamura número dos dels Estats Units
- Judit Polgar, femenina amb elo més alt
- Michael Adams, número dos d'Anglaterra
- Luke McShane, número u d'Anglaterra
- Gawain Jones, campió britànic i número quatre d'Anglaterra

## Classificació
|   | Jugador           | Elo  | 1 | 2 | 3 | 4 | 5 | 6 | 7 | 8 | 9 | Punts | TPR  |
| - | ----------------- | ---- | - | - | - | - | - | - | - | - | - | ----- | ---- |
| 1 | Magnus Carlsen    | 2848 | X | 1 | 3 | 1 | 1 | 3 | 3 | 3 | 3 | 18    | 2994 |
| 2 | Vladímir Kràmnik  | 2795 | 1 | X | 1 | 3 | 1 | 1 | 3 | 3 | 3 | 16    | 2939 |
| 3 | Michael Adams     | 2710 | 0 | 1 | X | 1 | 3 | 1 | 3 | 1 | 3 | 13    | 2852 |
| 4 | Hikaru Nakamura   | 2760 | 1 | 0 | 1 | X | 1 | 3 | 3 | 3 | 1 | 13    | 2846 |
| 5 | Viswanathan Anand | 2775 | 1 | 1 | 0 | 1 | X | 1 | 1 | 1 | 3 | 9     | 2749 |
| 6 | Levon Aronian     | 2815 | 0 | 1 | 1 | 0 | 1 | X | 1 | 3 | 1 | 8     | 2701 |
| 7 | Judit Polgár      | 2705 | 0 | 0 | 0 | 0 | 1 | 1 | X | 3 | 1 | 6     | 2617 |
| 8 | Luke McShane      | 2713 | 0 | 0 | 1 | 0 | 1 | 0 | 0 | X | 3 | 5     | 2564 |
| 9 | Gawain Jones      | 2644 | 0 | 0 | 0 | 1 | 0 | 1 | 1 | 0 | X | 3     | 2514 |

## Altres activitats
Altres torneigs organitzats dins del festival s'hi va incloure un torneig tancat femení a nou rondes i un torneig obert internacional. La WGM Deimante Daulyte de Lituània va ser la guanyadora amb fer 7 punts de 9 possibles, mentre l'armeni GM Hrant Melkumian i l'holandès GM Robin Van Kampen varen compartir la victòria amb 7½ punts de 9.